# 圣母圣殿 (弗里堡)
弗里堡圣母圣殿（Basilique Notre-Dame de Fribourg）是一座罗马天主教宗座圣殿，位于瑞士弗里堡州弗里堡，供奉圣母玛利亚。1932年由庇护十一世升格为宗座圣殿。

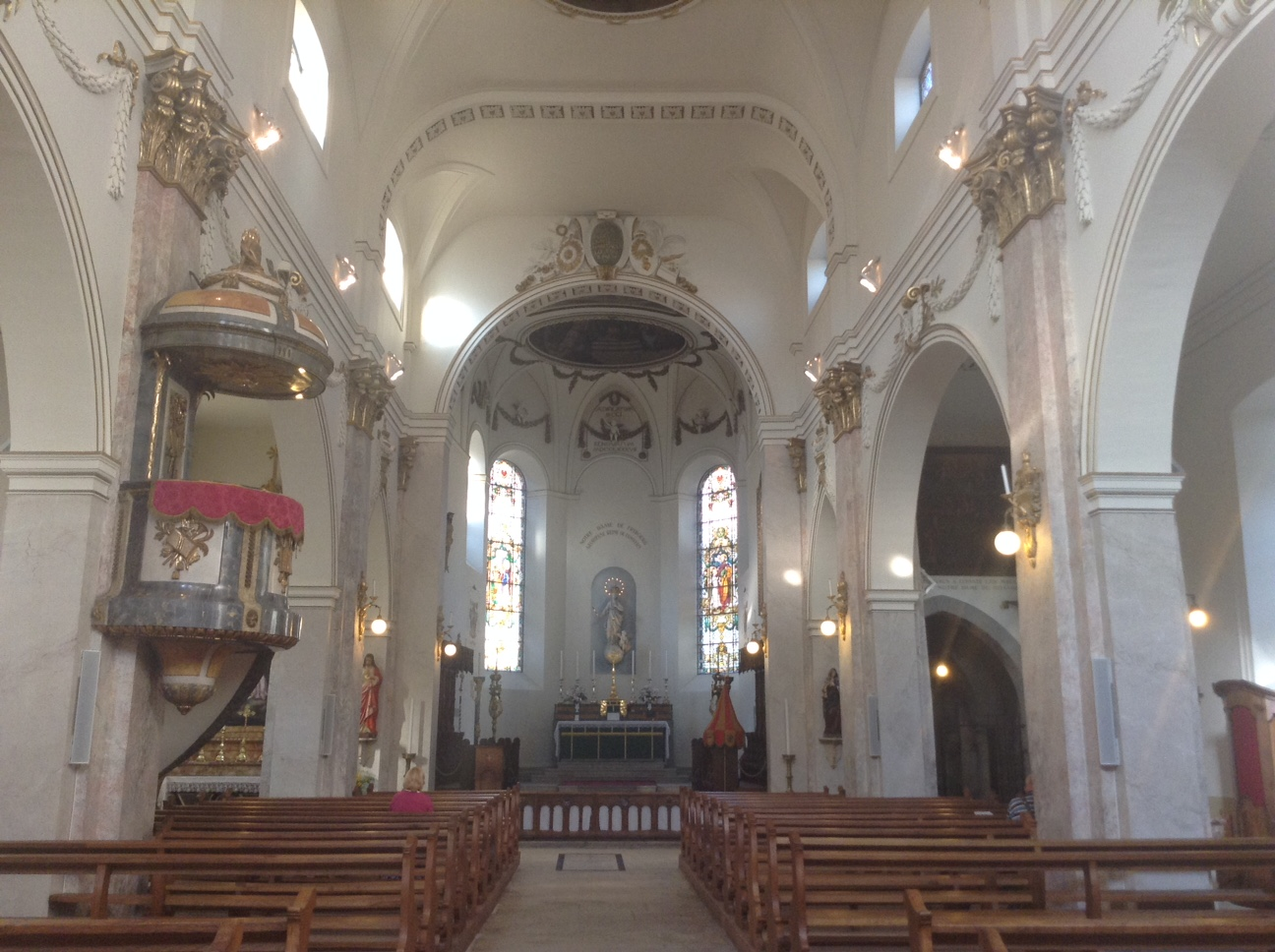
内部

该堂可追溯到12世纪初，是城中最古老的教堂。1467年至1525年之间进行改建。1884年移交给教区。新古典主义立面建于1785年至1787年之间。1990年至2011年进行全面恢复。

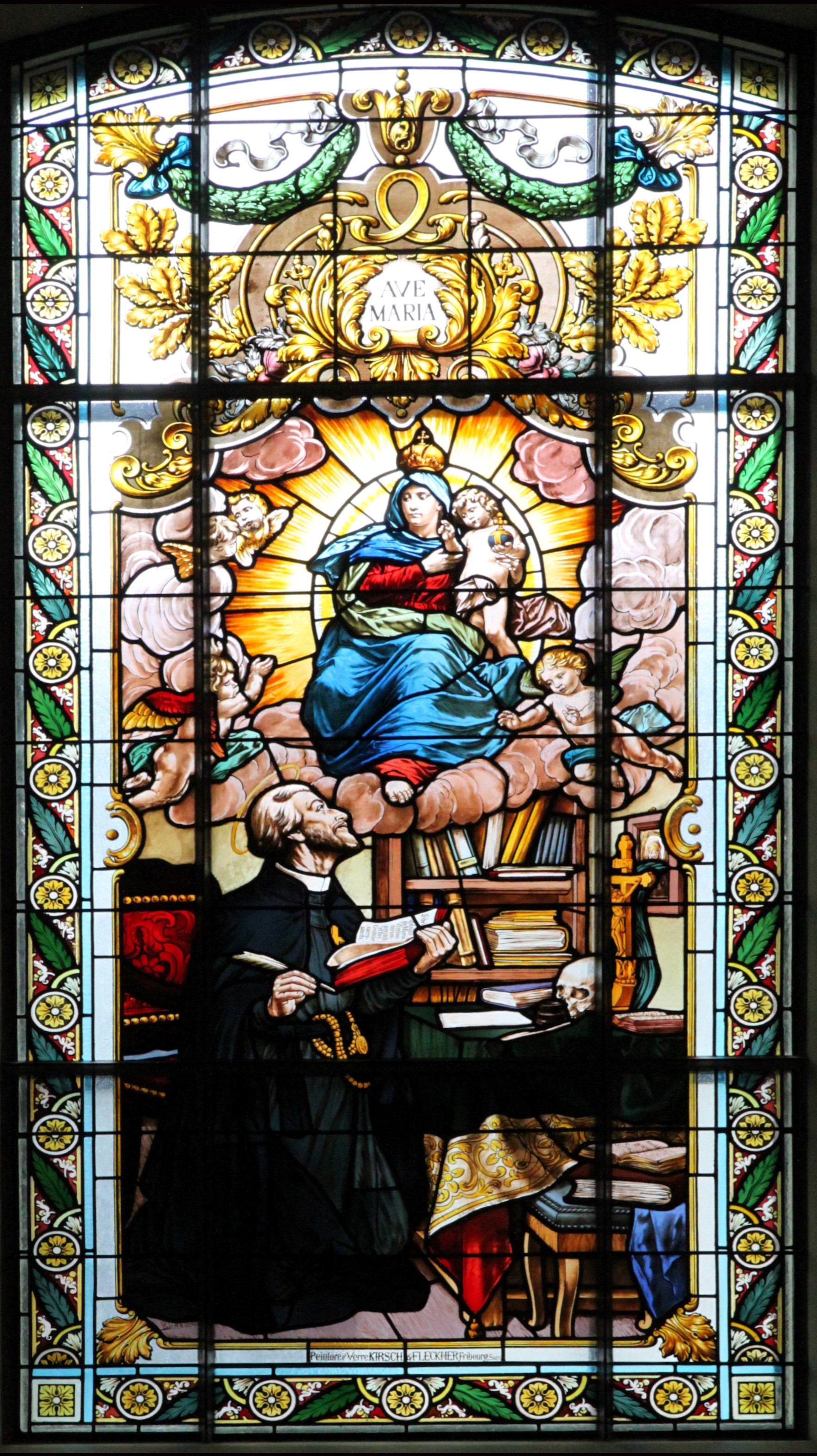
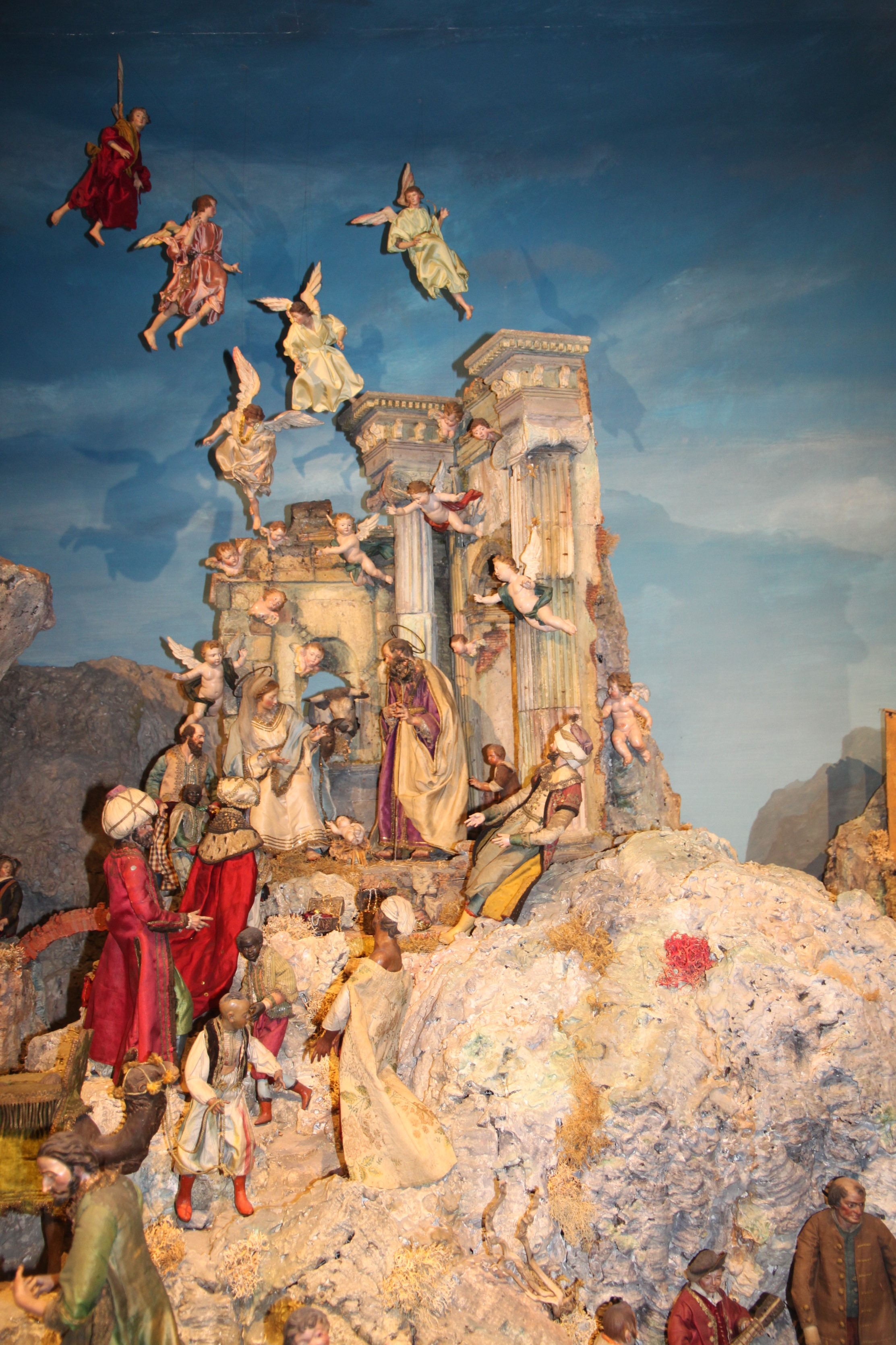
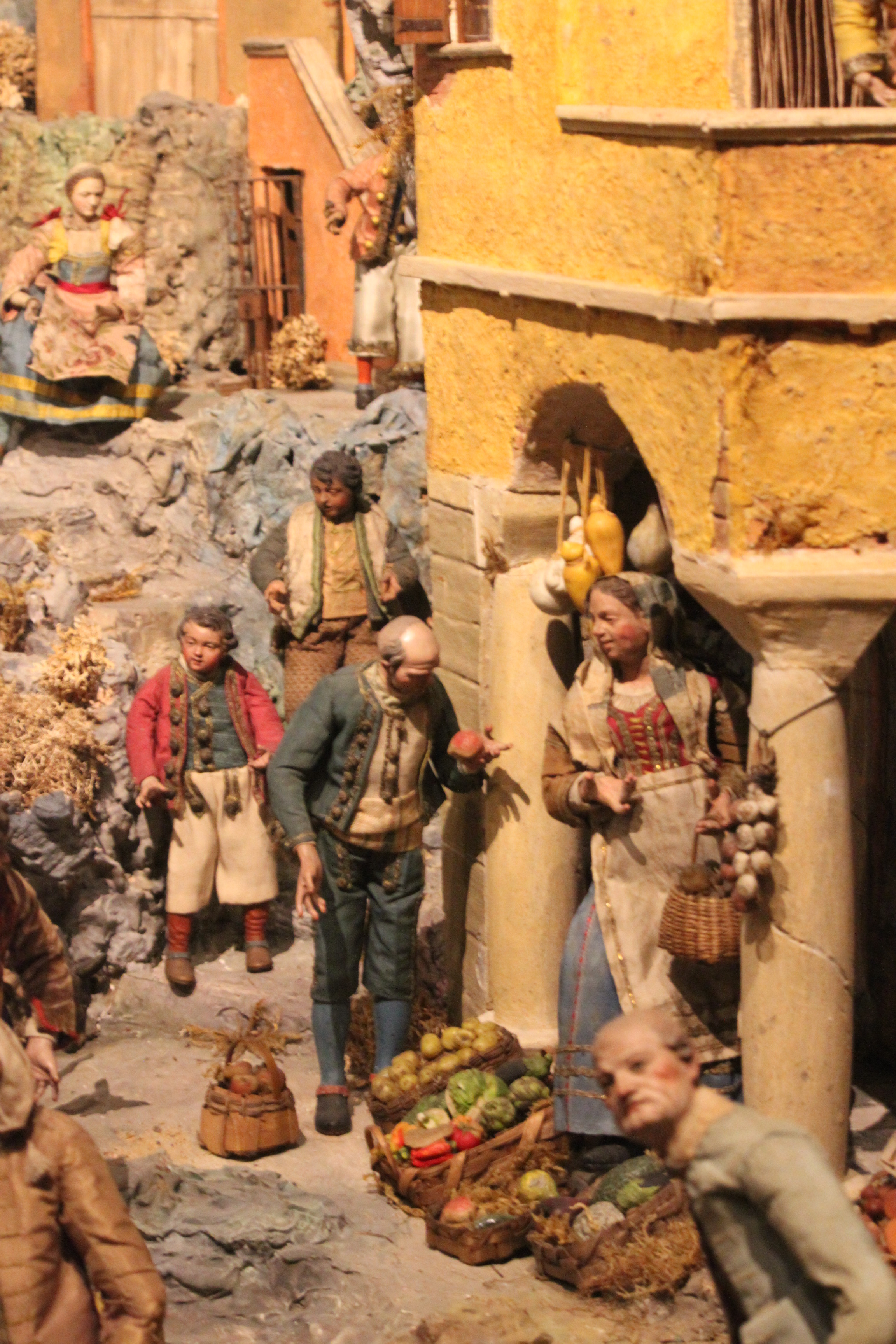
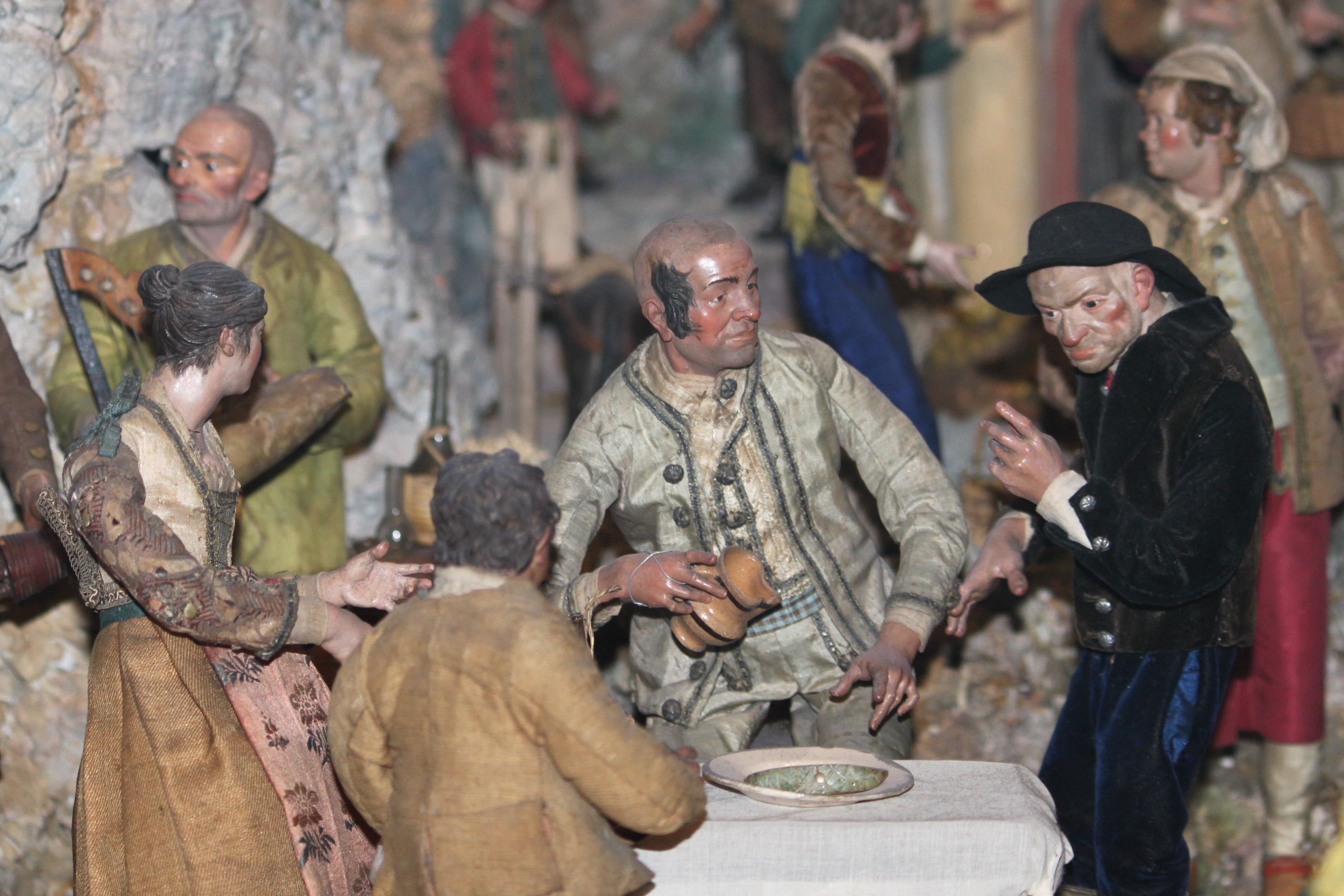
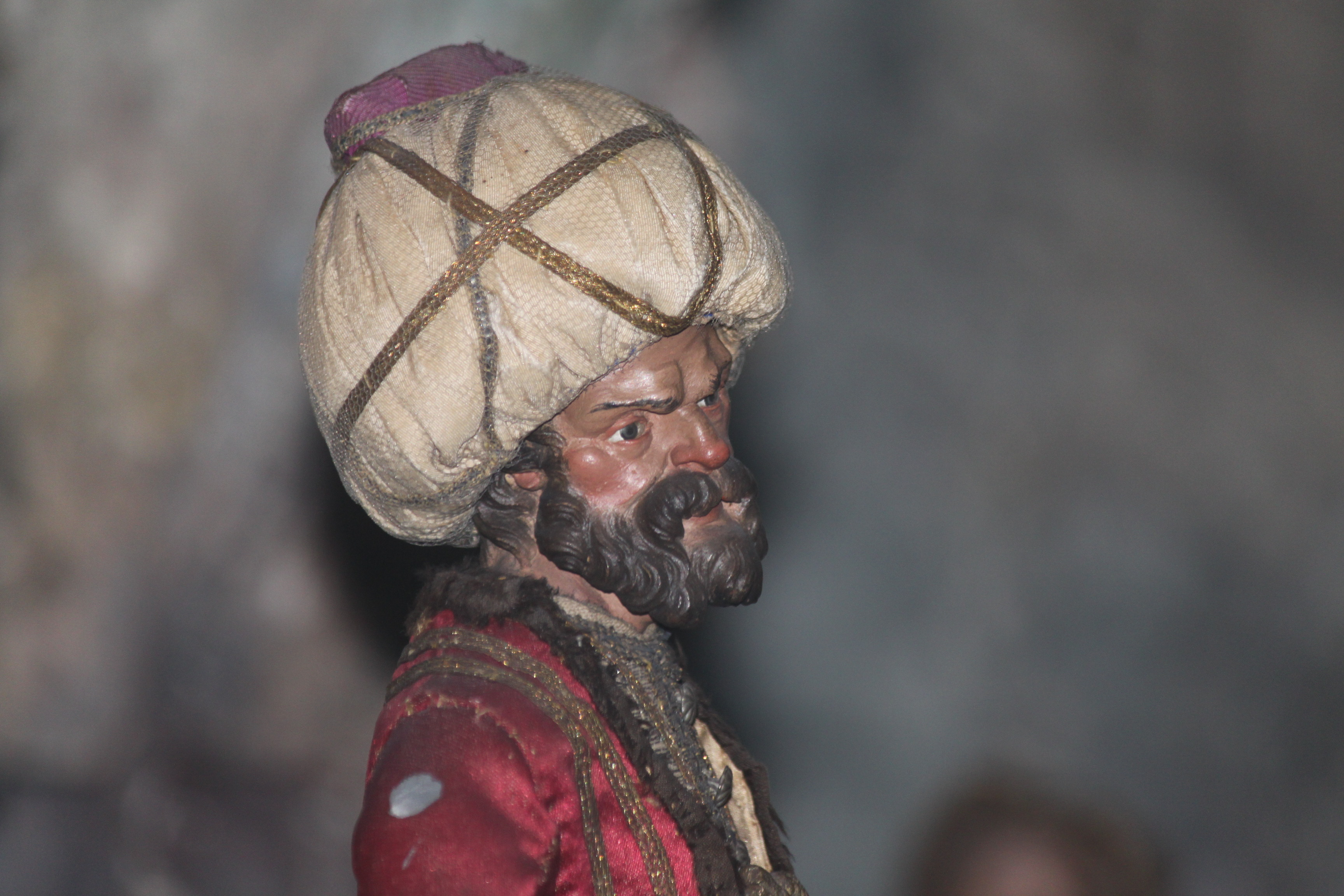